# Южноваленсийский субдиалект
Южноваленсийский субдиалект (кат. valencià meridional) — субдиалект валенсийского диалекта каталанского языка. Распространён в комарках Сафор, Костера, Валье-де-Альбайда, Комтат, частично в комарках Ойя-де-Алькой, Марина-Баха, Торремансанас, Марина-Альта и на той части территории комарки Турия-Шукеркат., где не распространён говор апичат

## Ключевые особенности
- Преимущество предоставляется составной форме простого прошедшего времени: jo aní → jo vaig anar;
- Во множественном числе определённый артикль мужского и женского рода принимает форму «es» перед согласной: es bous и es vaques; перед гласной остаётся литературная форма: els alacantins и les alacantines[1];
- Сохраняются сдвоенные «l•l/tl» и «nn/tn» — в других субдиалектах они произносятся как одинарное l и n. В некоторых местностях эти сдвоенные согласные переходят в «rl», «rn»: ametla → [(a)•'mel•la] или [(a)•'mer•la], cotna → [con•na] или [cor•na];
- Глагол «ser» используется в значении «находиться в определенном месте», в других субдиалектах валенсийского диалекта в этом значении используются глагол «estar»;
- Используются слабые местоимения, в отличие от других говоров. Местоимение «et» произносится как «at» в комарке Марина-Альта, «es» — в комарках Марина-Баха и частично в Ойе-де-Алькой, и «el» — в других комарках. Местоимение «em» произносится как «en» или «am». Местоимения «mos» (ens) и «vos» сохранились в комарках Марина-Альта и Марина-Баха, в отличие от остальных комарок, где они переходят в «se» (mo’n anem, aneu-vo’n и se n’anem, aneu-se’n). В комарке Марина-Баха выражение «anem-nos-en» произносится 'mone или 'némon (anem-nos-en → anem-mos-en → ane'-mo’n → ane'-mo’n → 'ne-mo’n → 'mo-ne);
- Конечное «-r» сохраняется, за исключением комарок Марина-Альта и Ойя-де-Алькой, где этот звук может произноситься или опускаться: fer-los → fe-los, anar-se’n → anà-se’n. Во многих районах, если после глагола идет слабое местоимение, которое начинается с гласной, появляется звук «v»: tenir-ho → tení-vo, comprar-ho → comprà-vo, esperant-ho → esperan-vo;
- В глаголах в форме первого лица единственного числа, вместо -o появляется окончание -e. В муниципалитете Вильяхойоса это окончание трансформируется в -ec: jo pense → jo pénsec